# Eliminatórias da Copa do Mundo de Futebol Feminino
As Eliminatórias da Copa do Mundo Feminina da FIFA é o processo pelo qual uma equipe nacional de futebol feminino da federação passa para se classificar para a Copa do Mundo Feminina da FIFA.
Os torneios classificatórios são realizados dentro das seis zonas continentais da FIFA (África, Ásia, América do Norte e Central e Caribe, América do Sul, Oceania, Europa) e são organizados por suas respectivas confederações. Para cada torneio, a FIFA decide antecipadamente o número de leitos concedidos a cada uma das zonas continentais, com base na força relativa das equipes das confederações. Os anfitriões da Copa do Mundo recebem uma vaga automática nas finais. Das Copas do Mundo Feminina da FIFA 2015 a 2019, o número de finalistas aumentou de 16 para 24. Em 2023, o número será aumentado novamente para 32.

## História

### Numero de vagas para cada continente
A tabela abaixo lista os números de vagas designadas pela FIFA para cada continente em cada torneio.
Os lugares nos play-offs intercontinentais são indicados por representações fracionais (",5"). Os play-offs intercontinentais são jogados em dois jogos em casa. A equipe que conseguir um maior número de gols se classifica para a Copa do Mundo. A regra de gol fora se aplica. Se estas regras falharem em determinar o vencedor, os tiroteios de tempo extra e de penalidades serão usados.
A + ou - respectivamente indicam os vencedores ou perdedores dos play-off intercontinentais. "+ H" indica um ponto adicional para o país sede.
| Zona continental                    | 1991 1      | 1995        | 1999        | 2003 2      | 2007        | 2011        | 2015        | 2019        | 2023 | 2027 |
| ----------------------------------- | ----------- | ----------- | ----------- | ----------- | ----------- | ----------- | ----------- | ----------- | ---- | ---- |
| África                              | 1           | 1           | 2           | 2           | 2           | 2           | 3           | 3           | 4    | 4    |
| Ásia                                | 3           | 2           | 3           | 2,5++ H     | 2,5++H      | 3           | 5           | 5           | 5+H  | 6    |
| Oceania                             | 1           | 1           | 1           | 1           | 1           | 1           | 1           | 1           | 0+H  | 1    |
| Europa                              | 5           | 4+H         | 6           | 5           | 5           | 4,5−+H      | 8           | 8+H         | 11   | 11   |
| America Central e do Norte e Caribe | 1           | 2           | 1,5++H      | 2,5−        | 2,5−        | 2,5+        | 3,5−+H      | 3,5         | 4    | 4    |
| América do Sul                      | 1           | 1           | 1,5−        | 2           | 2           | 2           | 2,5+        | 2,5         | 3    | 2+H  |
| Torneio de repescagem               | não existia | não existia | não existia | não existia | não existia | não existia | não existia | não existia | 3    | 3    |
| Total                               | 12          | 12          | 16          | 16          | 16          | 16          | 24          | 24          | 32   | 32   |

- 1 Em 1991, a China sediou o torneio, mas o local foi determinado depois que as eliminatórias asiáticas foram concluídas.
- 2 Originalmente a ser realizado na China, o torneio foi transferido para os Estados Unidos. A China manteve seu status de qualificação automática como país-sede original.

### Inscritos nas eliminatórias através dos anos
O número de times inscritos no processo eliminatório e o número de partidas disputadas foi crescendo ao passar dos anos.
| Zona continental                    | 1991 (12) | 1995 (12) | 1999 (16) | 2003 (16) | 2007 (16) | 2011 (16) | 2015 (24) | 2019 (24) | 2023 (32) |
| ----------------------------------- | --------- | --------- | --------- | --------- | --------- | --------- | --------- | --------- | --------- |
| África                              | 8         | 8         | 15        | 22        | 35        | 24        | 26        | 24        | 43        |
| Ásia                                | 9         | 4         | 11        | 18        | 17        | 17        | 20        | 24        | 27        |
| Oceania                             | 3         | 3         | 6         | 10        | 10        | 8         | 4         | 11        | 9         |
| Europa                              | 18        | 30        | 161       | 161       | 251       | 41        | 46        | 46        | 51        |
| América Central e do Norte e Caribe | 8         | 5         | 112       | 223       | 32        | 26        | 28        | 28        | 32        |
| América do Sul                      | 3         | 5         | 10        | 10        | 10        | 10        | 10        | 10        | 10        |
| Total                               | 49        | 55        | 69        | 98        | 129       | 126       | 134       | 143       | 172       |
| Equipes jogadas                     | 45        | 52        | 66        | 84        | 109       | 119       | 130       | 104       | 155       |
| Partidas disputadas                 | 111       | 135       | 152       | 195       | 263       | 355       | 406       | 392       | 492       |
| Gols marcados                       | 445       | 655       | 803       | 867       | 1.032     | 1.436     | 1.686     | 1.562     | 2.110     |

- 1 Somente equipes da classe A européia podem se classificar para as finais da Copa do Mundo Feminina. Outros lados podem, na melhor das hipóteses, ser promovidos à Classe A para torneios subseqüentes.
- 2 Um segundo lado guatemalteco também competiu, mas suas partidas não estão incluídas na lista.
- 3 Os Estados Unidos (anfitriões finais das finais) competiram no torneio classificatório.

## Primeira aparição na qualificação por equipe
Listados são a primeira aparição nas etapas de qualificação por uma equipe nacional. As equipes que entraram pela primeira vez, mas se retiraram antes de jogar uma partida, estão escritas em itálico.
| Copa do Mundo | Europa | América do Sul                 | América Central e do Norte e Caribe | Ásia                                                                                         | África | Oceania                                  | Total |
| ------------- | --- | ------------------------------ | --- | -------------------------------------------------------------------------------------------- | --- | ---------------------------------------- | ----- |
| 1991          | Bélgica Bulgária Checoslováquia Dinamarca Inglaterra Finlândia França Alemanha Hungria Itália Países Baixos Irlanda do Norte Noruega Polônia Irlanda Espanha Suécia Suíça | Brasil Chile Venezuela         | Canadá Costa Rica Haiti Jamaica México Trinidad e Tobago Estados Unidos | China Taipé Chinês Hong Kong Japão Coreia do Norte Coreia do Sul Malásia Singapura Tailândia | Camarões Congo Gana Guiné Nigéria Senegal Zâmbia Zimbabwe                                                                        | Austrália Nova Zelândia Papua-Nova Guiné | 44    |
| 1995          | Croácia República Checa Grécia Islândia Letónia Lituânia Portugal Roménia Rússia Escócia Eslováquia Eslovênia Ucrânia País de Gales Iugoslávia                            | Argentina Bolívia Equador      | Nenhum | Nenhum                                                                                       | Angola Serra Leoa África do Sul Zâmbia                                                                                           | Nenhum                                   | 21    |
| 1999          | Nenhum | Colômbia Paraguai Peru Uruguai | El Salvador Guatemala Guiana Honduras Porto Rico | Guam Índia Cazaquistão Filipinas Uzbequistão                                                 | RD Congo Egito Quênia Lesoto Marrocos Moçambique Namíbia Essuatíni Uganda                                                        | Samoa Americana Fiji Samoa               | 24    |
| 2003          | Moldávia | Nenhum                         | Bahamas Belize Dominica República Dominicana Monserrate Nicarágua Panamá Santa Lúcia Suriname Ilhas Virgens Americanas                                                                | Indonésia Myanmar Nepal Vietnã                                                               | Botswana Costa do Marfim Guiné Equatorial Eritreia Etiópia Gabão Guiné-Bissau Mali São Tomé e Príncipe Senegal Tanzânia Zimbabwe | Ilhas Cook Taiti Tonga Vanuatu           | 21    |
| 2007          | Áustria Bielorrússia Sérvia e Montenegro | Nenhum                         | Antígua e Barbuda Aruba Barbados Bermudas Ilhas Virgens Britânicas Ilhas Caimã Granada Antilhas Neerlandesas Nicarágua São Cristóvão e Neves São Vicente e Granadinas Turcas e Caicos | Indonésia Maldivas                                                                           | Argélia Benim R.Centro-Africana Congo Djibuti Quênia Líbia Malawi Namíbia Togo                                                   | Nova Caledônia Ilhas Salomão Tonga       | 28    |
| 2011          | Armênia · Azerbaijão · Bósnia e Herzegovina · Estónia · Geórgia · Israel · Macedônia do Norte · Malta · Sérvia · Turquia                                                  | Nenhum                         | Anguila Belize Cuba | Bangladesh Irã Jordânia Quirguistão Palestina                                                | Botswana Tunísia | Taiti Vanuatu                            | 21    |
| 2015          | Albânia Ilhas Faroé Luxemburgo Montenegro | Nenhum                         | Nenhum | Bahrein Bangladesh Kuwait Líbano                                                             | Burquina Fasso Comores Ruanda Sudão do Sul                                                                                       | Nenhum                                   | 12    |
| 2019          | Andorra Kosovo | Nenhum                         | Nenhum | Iraque Síria Tajiquistão Emirados Árabes Unidos                                              | Gâmbia Líbia | Nova Caledônia                           | 9     |
| 2023          | Chipre | Nenhum                         | Nenhum | Afeganistão Laos Mongólia Nepal Turcomenistão                                                | Burundi Guiné-Bissau Libéria Mauritânia Níger Sudão do Sul Sudão                                                                 | Nenhum                                   | 11    |